# 3930 Vasilev
A 3930 Vasilev (ideiglenes jelöléssel 1982 UV10) a Naprendszer kisbolygóövében található aszteroida. Ljudmilla Vasziljevna Zsuravljova fedezte fel 1982. október 25-én.